# Aegiale hesperiaris
Aegiale hesperiaris is een vlinder uit de familie van de dikkopjes (Hesperiidae). De wetenschappelijke naam van de soort is voor het eerst geldig gepubliceerd in 1855 door Walker. De rups wordt als 'worm' toegevoegd bij verschillende merken mescal.